# بولشوی لوگ (سرزمین آلتای)
بولشوی لوگ (به لاتین: Bolshoy Log) یک منطقهٔ مسکونی در روسیه است که در سرزمین آلتای واقع شده‌است.